# بوشنل (ایلینوی)
بوشنل، ایلینوی (به انگلیسی: Bushnell, Illinois) یک شهر در ایالات متحده آمریکا با جمعیت ۳٬۲۲۱ نفر است که در ایلی‌نوی واقع شده‌است.

## موقعیت جغرافیایی
موقعیت جغرافیایی شهرها و مناطق اطراف به شرح زیر است: